# Graemontia bicornigera
Graemontia bicornigera is een hooiwagen uit de familie Triaenonychidae.